# Nørregravene
Nørregravene (dansk) eller Nordergraben (tysk) er en gade i Flensborgs indre by (Vor Frue-kvarter) ved overgangen til byens vestlige højdedrag. Gaden strækker sig over ca. 500 m. fra Øvelgønne (Byparken) til Rådhusgade, hvor den fortsætter som Søndergravene.
Gaden har sit navn efter beliggenheden mellem den forhenværende vestlige bymur og den udenfor liggende skrænt. Nørre- og Søndergravene var i middelalderen adskilt af Rudebækken. Bækken markerede grænsen mellem Sankt Nikolaj- og Vor Frue-kvarter. Tæt på lå byens forhenværende rådhus samt Tingplads, deraf stammer navnet på den nuværende Rådhusgade. Med Tingporten stod også en af byens bymure ved Nørre- og Søndergravene. I 1851 blev den danske borgerskole oprettet i Nørregravene med til sidst 532 elever, efter den dansk-tyske krig 1864 måtte skolen dog lukkes. Ved Nørregravene ligger i dag bl.a. byens lærdeskole (Altes Gymnasium), Logehuset, byens katolske kirke og det danske generalkonsulat. Mod vest grænser Nørregravene til byens museumsbjerg.